# Wilhelm Albert Kosmann
Wilhelm Albert Kosmann (* 18. Januar 1802 in Berlin; † 26. April 1875 in Stettin; vollständiger Name Friedrich Wilhelm Albert Kosmann) war ein deutscher Jurist. Er war Mitglied der Frankfurter Nationalversammlung und Richter am Bundesoberhandelsgericht.

## Leben
Sein Vater Johann Wilhelm Andreas Kosmann war Philosoph, Professor der Mathematik und Lehrer beim Kadettenkorps in Berlin. Wilhelm Albert Kosmann studierte von 1821 bis 1823 Rechtswissenschaften in Berlin. Von 1831 bis 1834 war er Kammergerichtsassessor am Stadtgericht in Stendal, dann bis 1838 Justizrat und anschließend Direktor am Stadtgericht Lobsens. Bis 1841 war er zudem Rechtsbeistand und Generaldirektor des Fürsten Pückler-Muskau, bevor er 1841 Oberlandesgerichtsrat in Stettin wurde. 
1848 wurde er für den 10. Wahlkreis der Provinz Pommern (Stettin-Land) in die Frankfurter Nationalversammlung gewählt, wo er sich der Casino-Fraktion anschloss.
1861 wurde er an das Preußische Obertribunal in Berlin und 1870 an das neu gegründete Bundesoberhandelsgericht berufen. 1874 ging er in den Ruhestand und ließ sich in Stettin nieder, wo er im folgenden Jahr starb.

## Schriften
- Das gerichtliche Kosten- und Rechnungswesen in den Preußischen Staaten oder Zusammenstellung des Salarienkassen-Reglements und sämmtlicher gerichtlicher Gebühren-Taxen mit den dieselben ergänzenden Verordnungen. Rubach, Magdeburg 1829.
- Das Statutar-Recht der Stadt Alt-Stettin, unter Benutzung amtlicher Quellen dargestellt. Sanne, Stettin 1845 (von Zelter überarbeitete Ausgabe 1891).
- Die Präjudicien des Königl. Ober-Tribunals seit dem Schlusse des Jahres 1848 bis zum Anfange des Jahres 1855. Stettin 1855.
- Die Erkenntnisse des Gerichtshofes zur Entscheidung der Kompetenz-Konflikte, als Beitrag zur Lehre von den Gränzen der Gerichts- und der Verwaltungs-Justiz. Dietze, Anklam 1856/57.